# Estadio Parque Doctor Carlos Suero
El Estadio Parque Doctor Carlos Suero fue inaugurado en 1946 por el equipo Colón Fútbol Club. Está ubicado en la calle Instrucciones al 2578 esquina Carmelo Colman en el Barrio Casavalle en Montevideo.
Tiene una capacidad para 2000 espectadores y posee una tribuna y 2 cabeceras. Su primer partido oficial fue contra el Club Nacional de Football en 1968 donde Francisco Zunino  (el único fundador vivo del club en el momento) dio el puntapié inicial.[cita requerida]
En la actualidad dicho escenario deportivo es utilizado por Colón Fútbol Club y otras instituciones en la Segunda B Nacional de Uruguay, así como por el club en la primera división del Campeonato Uruguayo de fútbol Femenino.